# ربوچیتسه
ربوچیتسه (به لهستانی:  Rybocice) یک روستا در لهستان است که در گمینا سووبیتسه (استان لوبوسکی) واقع شده‌است. ربوچیتسه ۲۱۰ نفر جمعیت دارد.